# ステファン・アンデルセン
ステファン・アンデルセン（Stephan Maigaard Andersen, 1981年11月26日 - ）は、デンマーク・コペンハーゲン出身のサッカー選手。スーペルリーガ・FCコペンハーゲン所属。元デンマーク代表。ポジションはゴールキーパー。

## 経歴
2000年にヴィズオウアIFでプロデビュー。チャールトン・アスレティックFCでプレミアリーグを経験し、2008年にはブレンビーIFでのプレーが評価されデンマーク最優秀GK賞を受賞した。

## 代表歴

### 出場大会
- デンマーク代表
  - 2010 FIFAワールドカップ

### 試合数
- 国際Aマッチ 29試合 0得点（2004年-2015年）[1]

| デンマーク代表 | 国際Aマッチ | 国際Aマッチ |
| 年             | 出場        | 得点        |
| -------------- | ----------- | ----------- |
| 2004           | 1           | 0           |
| 2005           | 0           | 0           |
| 2006           | 0           | 0           |
| 2007           | 0           | 0           |
| 2008           | 2           | 0           |
| 2009           | 2           | 0           |
| 2010           | 2           | 0           |
| 2011           | 0           | 0           |
| 2012           | 10          | 0           |
| 2013           | 9           | 0           |
| 2014           | 2           | 0           |
| 2015           | 1           | 0           |
| 通算           | 29          | 0           |

## タイトル

### クラブ
ブレンビーIF
- デンマーク・カップ : 2007-08
- ロイヤルリーグ : 2006-07

コペンハーゲン
- デンマーク・スーペルリーガ : 2015-16, 2016-17
- デンマーク・カップ : 2014-15, 2015-16, 2016-17

### 個人
- デンマーク最優秀ゴールキーパー賞 : 2008